# Dendrolejeunea fruticosa
Dendrolejeunea fruticosa är en bladmossart som först beskrevs av Lindenb. et Gottsche, och fick sitt nu gällande namn av Lacout.. Dendrolejeunea fruticosa ingår i släktet Dendrolejeunea och familjen Lejeuneaceae. Inga underarter finns listade i Catalogue of Life.